# کوئیک سیلور
کوئیک سیلور (به انگلیسی: Quicksilver) با نام اصلی پیترو مکسیموف (به انگلیسی: pietro maximoff)،  یک شخصیت خیالی ابرقهرمان است که در کتاب‌های کمیک منتشر شده توسط مارول کامیکس حضور دارد، و توسط استن لی و جک کربی خلق شده است که برای اولین بار در مجموعه اول مردان ایکس (و در جلد چهارم) در مارس ۱۹۶۴ معرفی شد.
وی برادر دوقلوی اسکارلت ویچ و برادر ناتنی پولاریس است و هر سه فرزند مگنتو هستند. کوییک سیلور و جادوگر سرخ ابتدا جزوانجمن جهش‌یافتگان شرور (به رهبری مگنتو) هستند و پس از جدایی از این گروه کوییک سیلور و جادوگر سرخ به مردان ایکس می‌پیوندند و تحت تعلیم پروفسور ایکس قرار میگیرند. در مأموریتی برای نجات تیم مردان ایکس از جزیره کراکوآ، به نظر می‌رسد آن دو کشته شده اند اما در حقیقت زنده می مانند.پس از این کوییک سیلور در مردان ایکس می ماند و جادوگر سرخ به انتقام جویان می پیوندد.
این شخصیت در دو فیلم از مجموعه فیلم‌های کمپانی مارول حضور دارد. آرون تایلر-جانسون در فیلم‌هایانتقام‌جویان: عصر اولتران و ایوان پیترز نقش او را در سریال وانداویژن و سری فیلم های ایکس من که شامل:مردان ایکس: روزهای گذشته آینده و مردان ایکس: آپوکالیپس و مردان ایکس ققنوس سیاه نقش او را ایفا کرده‌اند.
نقره سریع یا همان کوییک سیلور در انتقام جویان: عصر اولتران جان می دهد تا جان شاهین‌ چشم ( کلینت بارتون) و بچه ای در دستش را نجات دهد که قاتل او اولتران می‌باشد.